# غوردون كوين
غوردون كوين (بالإنجليزية: Gordon Quinn)‏ هو منتج أفلام ومخرج أمريكي، ولد في 1942.

## وصلات خارجية
- غوردون كوين على موقع IMDb (الإنجليزية)
- غوردون كوين على موقع ألو سيني (الفرنسية)
- غوردون كوين على موقع أول موفي (الإنجليزية)
- غوردون كوين على موقع قاعدة بيانات الفيلم (الإنجليزية)
- غوردون كوين على موقع كينوبويسك (الروسية)